# Varmie (région)
L’Ermeland (en allemand : Ermland) ou bien la Varmie (en polonais : Warmia), orthographiée également Ern ou Warmie, est une région historique du nord-est de la Pologne. Elle couvre cette partie de la Prusse qui fut le territoire de l'ancien évêché de Varmie, tout d'abord sous l'autorité suprême de l'État monastique des chevaliers Teutoniques (1226-1525) puis, après le traité de Thorn (1466) l'un des territoires de Prusse royale assujetti à la couronne polonaise. L'ethnonyme de cette tribu prussienne est Varmiens / Varmienses / Hermini
Au moment du premier partage de la Pologne en 1772, la Varmie est annexée de fait par le royaume de Prusse. 
Après la fin de la Seconde Guerre mondiale, les territoires sont placés sous le contrôle de la république de Pologne et font aujourd'hui partie de la voïvodie de Varmie-Mazurie.

## Géographie

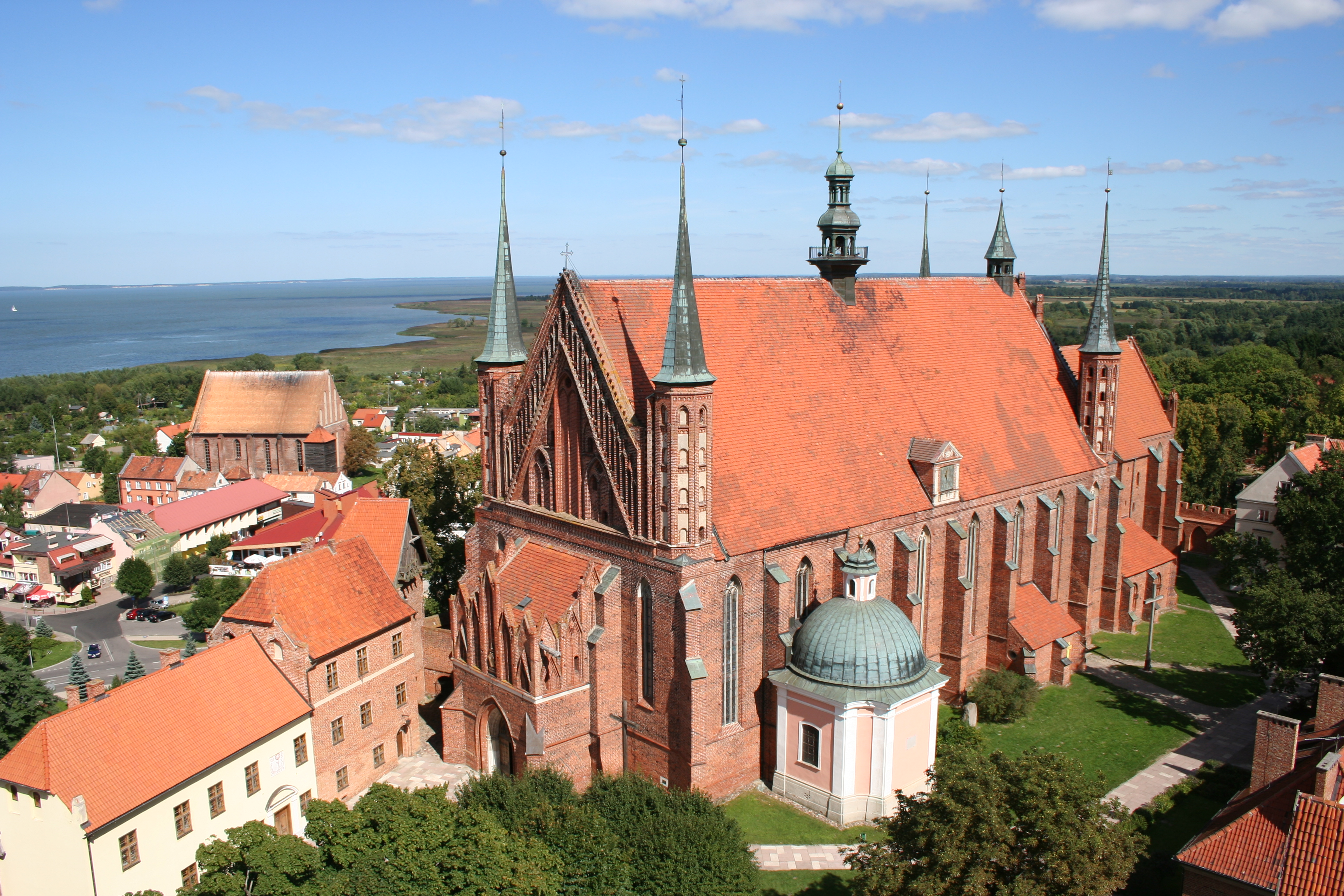
La cathédrale de Frombork.

La Varmie historique s'étend de la lagune de la Vistule, à Frombork et Braniewo sur la côte Baltique, vers le sud-est à l'intérieur des terres, jusqu'aux lacs de Mazurie autour d'Olsztyn et Reszel. Elle est limitée à l'ouest par la Pogésanie, au sud par la Mazurie, et au nord-est par la Natangie. 
Les plus grandes rivières de la région sont la Pasłęka et l'Alle (Łyna).

## Villes principales
Parmi les principales villes figurent :
- Barczewo (nom historique allemand : Wartenburg)
- Biskupiec (Bischofsburg)
- Bisztynek (Bischofstein)
- Braniewo (Braunsberg)
- Dobre Miasto (Guttstadt)
- Frombork (Frauenburg)
- Jeziorany (Seeburg)
- Lidzbark Warmiński (Heilsberg)
- Olsztyn (Allenstein)
- Orneta (Wormditt)
- Pieniężno (Mehlsack)
- Reszel (Rössel)

## Les Varmiens
Lors de la colonisation teutonique de la Prusse aux XIVe et XVe siècles, la région de Varmie était principalement habitée par de nouveaux arrivants en provenance des pays allemands, qui s'installèrent à côté de la population prussienne vivant ici. La Varmie du nord et du centre, qui fut colonisée en premier, provenait principalement de colons allemands de Basse-Silésie, de Saxe et de Misnie, mais aussi de Westphalie (comme la famille von Leysen, qui s'est distinguée dans la colonie de Varmie). La colonisation ultérieure du sud de la Varmie, située dans la région dépeuplée de Galindia, a été réalisée à la fois par des colons allemands et prussiens du nord de la Varmie, ainsi que par de nouveaux arrivants d'Allemagne, de Poméranie et de Pologne. Les habitants de nombreux villages étaient des Prussiens christianisés d'origine, par exemple le village de Bartążek (de) (Bertung en prussien), par opposition au village voisin Bartąg (de) (Bertung en allemand). Au fil du temps, la population prussienne s'est assimilée et a perdu sa spécificité linguistique.
Pendant les guerres teutoniques-lituaniennes, puis polonaises-teutoniques, la plupart des villages du sud de la Varmie étaient dévastés (par exemple invasion lituanienne de la région de Barczewo en 1354, invasion lituanienne de la région d'Olsztyn en 1356, dévastation des huissiers d'Olsztyn pendant la Guerre de la Faim en 1414). Après la conclusion d'un traité féodal pacifique entre la Couronne et le duché de Prusse en 1525, les villages désertés du sud de la Varmie étaient colonisés par des colons venus d'autres régions de Prusse et de Mazovie. Depuis lors, le sud de la Varmie est habité par des personnes parlant polonais.
L'état et l'appartenance religieuse de la Varmie avant 1772 ont contribué à la séparation de ses habitants en tant que groupe ethnique. Les habitants de Varmie étaient catholiques, contrairement aux habitants du duché de Prusse voisin (Haute-Prusse et Basse-Prusse, Mazurie) qui professaient le luthéranisme.
La religion dominante et les différences dialectales distinguaient également les Varmiens de langue polonaise de Mazurie vivant dans le sud de la Prusse avant 1945. Cependant, malgré la différence linguistique, les Varmiens de langue polonaise et germanophones cultivaient des coutumes, des rituels et des costumes populaires similaires. Le principal facteur d'identité du peuple de Varmie était son catholicisme, qui le distinguait dans la Prusse protestante.
Au début du XXe siècle, les Varmiens (ceux qui parlaient les dialectes polonais et allemand) vivaient principalement dans des villages. La population allemande prédominait dans les villes. Lors du plébiscite de 1920, la grande majorité des Varmiens a voté contre l'adhésion à la Pologne et en faveur du maintien dans la « Prusse ».

## Histoire
Le territoire qui avait pour nom wormyan (« rouge ») en vieux prussien fut conquis au XIIIe siècle par les chevaliers teutoniques sur les yotvingiens baltes, l'évêché de Varmie avait pour capitale "Heilsberg" (aujourd'hui Lidzbark Warmiński) (avec résidence du chapitre cathédral à Frauenburg/Frombork, dont Nicolas Copernic fut l'un des chanoines) où existe aussi la cathédrale. 
Par le Traité de Thorn (1466), les chevaliers teutoniques cédèrent ce territoire au royaume de Pologne, qui le rattacha à la Prusse royale. 
Lors du premier partage de la Pologne, l'évêché de Varmie passa au royaume de Prusse, qui le rattacha en 1772 à la province de Prusse-Orientale, où il formait enfin cinq subdivisions administratives, la ville-arrondissement d'Allenstein, et les quatre arrondissements ruraux (Kreise) d'Allenstein (campagne), de Braunsberg, de Heilsberg et de Rößel. Il fut rendu à la Pologne après la Seconde Guerre mondiale. Après la guerre, une grande partie des Varmiens, pour la plupart des catholiques, a trouvé en tant que réfugiés ou personnes déplacées un premier logement en Westphalie.

## L'hymne Varmien
L'hymne de Varmie est la chanson O Warmio moja miła (également connue sous le nom de Hymn warmiński) composée en 1904 par Feliks Nowowiejski de Barczewo (créateur de la mélodie, entre autres, de Rota). La chanson contient des mots allemands et polonais.
Nowowiejski a initialement composé la mélodie de la version allemande de l'hymne Das Ermlandlied (également connu sous le nom de Mein Ermland will ich ehren ) en 1904, commandée par le magazine Ermland publié par Benno Wolf à Lidzbark Warmiński.
En 1920, les paroles polonaises de l'hymne de Varmie ont été écrites par la poétesse et militante nationale de Poznań, Maria Paruszewska . C'était lié aux préparatifs du plébiscite en Varmie et en Mazurie. La pièce a été chantée pour la première fois par le chœur Kwidzyn « Lutnia » le 2 juin 1920, lors d'un concert de cérémonie de Feliks Nowowiejski dans la salle Schlosgarten (« jardin du château ») à Olsztyn, dans un bâtiment inexistant de la rue Okopowa.
À l'époque de la République populaire de Pologne, l'hymne était chanté avec des paroles légèrement modifiées. La version originale a été rétablie après 1989. L'hymne de Varmie est également l'appel du clairon et l'hymne officiel d'Olsztyn.

## Sources
1. ↑  Voire Ermeland dans le Grand Larousse du XIXe siècle.